# Gitanes Blondes
Gitanes Blondes (französisch) ist eine deutsche Musikgruppe aus München, die sich vor allem den musikalischen Stilrichtungen Klezmer, Balkan-Folk und Jazz widmet.

## Band
Zu der Gruppe gehören der gebürtige Kroate Mario Korunic (Geige), der aus dem russischen Tscheljabinsk stammende Konstantin Ischenko (Akkordeon) sowie Christoph Peters (Gitarre) und Simon Ackermann (Kontrabass), die beide aus München kommen. Alle vier Musiker studierten klassische Musik. Der Name (deutsch: Blonde Zigeuner) bezieht sich auf die ungewöhnliche Konstellation der Balkanmusik spielenden Mitteleuropäer.

## Geschichte
Die 1999 von Korunic gegründete  Band spielte beim Safed Klezmer Festival in Israel, dem Schleswig-Holstein Musikfestival, dem Rheingau Musik Festival, bei Sternstunden in der Allerheiligen-Hofkirche München, dem Chiemgauer Musikfrühling, beim Tollwood-Festival München, den Promenadenkonzerten Timmendorfer Strand, im Gasteig München, auf dem Evangelischen Kirchentag in Dresden 2011 und den Walkenrieder Kreuzgangkonzerten.
Auf dem Kreuzfahrtschiff Europa kam es 2010 zu einer Begegnung mit dem „King of Klezmer“ Giora Feidman. Zu dieser Konzertreise gehörte ein gemeinsamer Auftritt der Gitanes Blondes mit dem argentinischen Klarinettisten. Feidman war begeistert und tritt seitdem mit den vier Münchnern auf, so auch beim Festival 28 Jahre Songs an einem Sommerabend auf Kloster Banz. Gemeinsam absolvierten das Ensemble und der Solist 2012 eine Deutschlandtournee. Im selben Jahr erschien die gemeinsame CD Giora Feidman & Gitanes Blondes Very Klezmer.

## Diskografie
- 2002: Gitanes Blondes & Slava: Silky Way
- 2007: Gitanes Blondes & Friends: Journey – featuring Olga Mishula (Cimbalom) Slava Cernavka & Angel Antonov (Klarinetten) Xhafer Rukeci (Percussion) Anna Shilova (Piano)
- 2009: Gitanes Blondes: Ce Soir
- 2010: Gitanes Blondes & Slava: Mamaia Beach
- 2012: Giora Feidman & Gitanes Blondes Very Klezmer
- 2014: Gitanes Blondes: Little Camel[6][7]